# Чалбаш Емір Усеїн
Емі́р Усеї́н Чалба́ш (крим. Emir Üsein Çalbaş, 5 січня 1918, с. Шуми, Таврійська губернія — 6 серпня 2005, м. Алушта, АР Крим, Україна) — радянський військовий льотчик 1-го класу (1954), полковник (1956). Кримський татарин.

## Біографія
Народився в сім'ї бідняка в селі Шуми (Алуштинська волость, Ялтинський повіт, Таврійська губернія, Російська імперія). Закінчив Качинську школу військових льотчиків, навчався в одній групі з Амет-Ханом Султаном. Після дострокового випуску, через напружені міжнародні відносини в березні 1940 року, Емір-Усеїна залишили в школі інструктором.
З початком німецько-радянської війни Качинську льотну школу перевели на околицю міста Красний Кут Саратовської області.
На початку 1942 року, після неодноразової подачі рапортів командуванню, відбув на фронт. Проходив бойову службу в 627-му винищувальному авіаційному полку, згодом — у 49-му винищувальному авіаційному полку.
У період німецько-радянської війни захищав небо над Москвою, перебуваючи в складі Центрального фронту; брав участь у боях на Курській дузі, а також у боях за Смоленськ. Емір-Усеїн зробив 360 бойових вильотів, у повітряних боях особисто збив 11 літаків супротивника і 6 — у групових повітряних боях.
Наприкінці війни направлений інструктором у знову відкриту Вищу офіцерську школу повітряного бою ВПС (місто Люберці Московської області).
Брав участь в першому за час німецько-радянської війни повітряному параді на честь святкування Дня авіації СРСР, який відбувся 20 серпня 1944 року в небі Москви.
Після перемоги СРСР над Третім Рейхом Емір-Усеїн Чалбаш відбув заступником командира полку на Далекий Схід СРСР. Служив на різних посадах, займався випробуваннями надзвукових літаків. У 1959 році за станом здоров'я, у званні полковника, льотчика першого класу звільнився до запасу.
Довгі роки Емір-Усеїн Чалбаш жив у Києві, викладав у Київському вищому військовому авіаційно-інженерному училищі.
З 2003 року проживав у Алушті.
Помер 6 серпня 2005 року в Алушті, був похований на алеї героїв в Алушті. 5 січня 2006 року в день, коли Чалбашу виповнилося б 88 років, на будинку, де він жив, встановлено меморіальну дошку.

## Нагороди
- 2 ордена Червоного Прапора (16.04.1942; 16.10.1957)
- орден Олександра Невського (12.08.1943)
- 2 ордена Вітчизняної війни II ступеня (29.05.1943; 11.03.1985)
- 3 ордена Червоної Зірки (10.12.1942; 30.04.1954; 22.02.1955)
- орден Богдана Хмельницького III ступеня (Україна, 14.10.1999)
- медаль «За бойові заслуги» (20.06.1949)
- інші медалі

## Пам'ять
У будинку, де жив Емір Усеїн Чалбаш, було встановлено меморіальну дошку, на якій викарбувані слова: «У цьому будинку жив герой Великої Вітчизняної війни, льотчик-винищувач, славний син кримськотатарського народу Чалбаш Емір-Усеїн».